# هوم دیپو
هوم دیپو (به انگلیسی: Home Depot) شرکت خرده‌فروشی آمریکایی است، که در سال ۱۹۷۸ توسط برنارد مارکوس و آرتور بلنک، با مشارکت ران بریل و پت فرح، در شهر مریتا، جورجیا تأسیس شد. دفتر مرکزی هوم دیپو در شهر آتلانتا، جورجیا قرار دارد و بخشی از سهام آن در بازار بورس نیویورک معامله می‌شود و جزئی از میانگین صنعتی داو جونز و شاخص اس اند پی ۵۰۰ بشمار می‌آید.

## نگارخانه

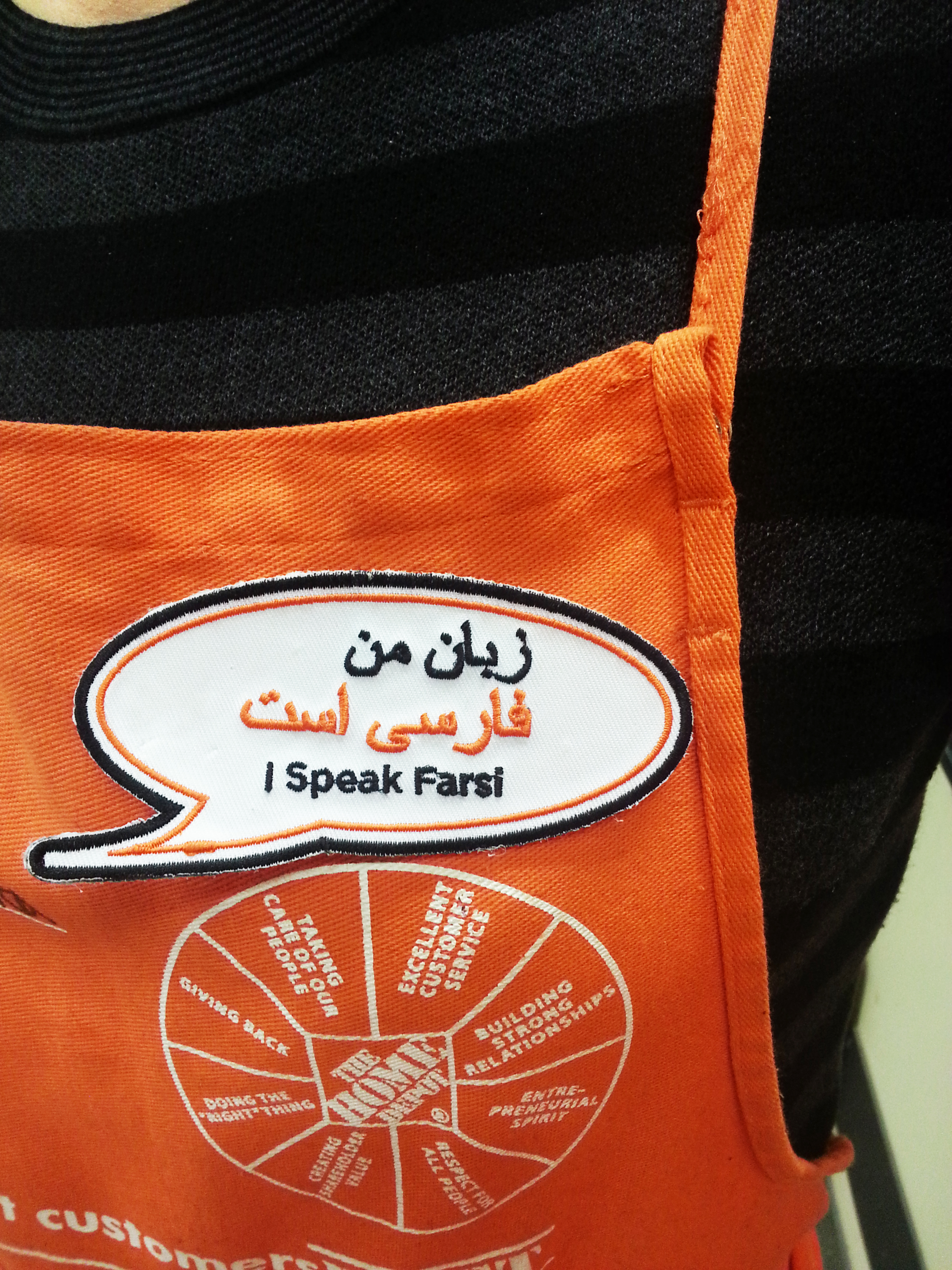
یکی از کارمندان هوم دیپو، پیش‌بندی به تن دارد که روی آن نوشته‌شده: «زبان من فارسی است».